# Acadèmia de la Llengua Catalana
|  | No s'ha de confondre amb Acadèmia de Llengua Catalana |

L'any 1863 Francesc Pelagi Briz va proposar de crear l'Acadèmia de la Llengua Catalana, però aquesta no es va crear fins al 1880, per iniciativa del Primer Congrés Catalanista. De totes maneres l'acadèmia no va reeixir. Va tornar a aparèixer l'any 1915 com a reacció a les Normes ortogràfiques que l'Institut d'Estudis Catalans havia impulsat dos anys abans, el 1913. Per aquest motiu ja el 1916 l'acadèmia va publicar les seves pròpies amb el llibre Regles ortogràfiques, però no van tenir seguiment.

## Els orígens de la idea

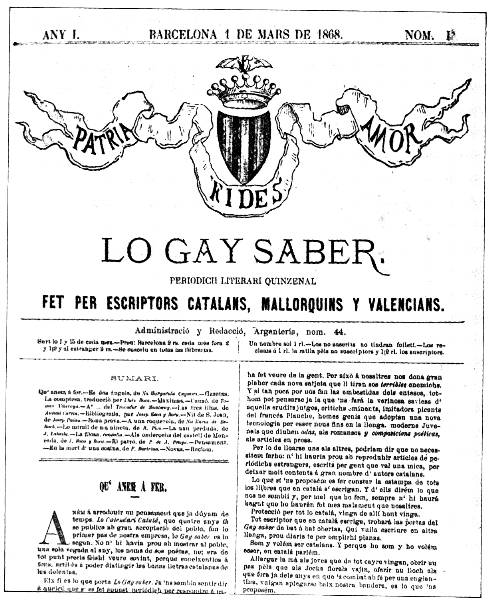
Lo Gay Saber fou una revista literària catalana fundada a Barcelona el 1868 per Francesc Pelagi Briz.

La idea de crear, de bell nou, una acadèmia de la llengua catalana sorgeix entre els cercles de la intel·lectualitat catalanista de la Renaixença, gairebé des dels inicis del moviment. Però l'heterogeneïtat de pensament dels renaixentistes, tant en el vessant lingüístic com en l'orientació de què havia de significar l'acadèmia, va propiciar la manca d'acords i la seva creació es deixà de banda en nombroses ocasions.
A pesar d'aquesta manca d'acords, l'anhel de donar suport al catalanisme polític a través d'una llengua fixada, en unes normes ortogràfiques i un diccionari de la llengua, mai no va desaparèixer. Tot i les diferències entre els diversos corrents lingüístics, la voluntat de crear l'acadèmia seguia vigent. En aquest sentit, la revista quinzenal Lo Gay Saber, sota la direcció de Francesc Pelai Briz, va publicar diversos articles a favor de la viabilitat d'aquest projecte.
En l'article «Académia Catalana», la revista «exigia establir una autoritat lingüística amb l'objectiu de dur a terme la necessària fixació i depuració de la llengua catalana». Una visió que anava en sintonia amb el fons ideològic de la revista la qual propugnava la puresa i genuïnitat de la llengua catalana amb total absència de castellanismes.
En un segon article intitulat «Es hora ja de fer una Academia catalana?», la revista proposava que els acadèmics que en formessin part fossin mestres en Gai Saber i escriptors en prosa guardonats als Jocs Florals. Aquesta proposta es podia fer extensiva, també, a d'altres que tinguessin una vàlua reconeguda per tothom.
Lo Gay Saber no va ser l'única publicació que reivindicava una llengua normativa. D'altres diaris també van fer seva la crida catalanista per una llengua fixada. En aquest sentit, el Diari Català fins i tot es plantejà l'edició d'una gramàtica catalana a cura de Pere Sacases.
Els primers acords reals per tal de fundar l'Acadèmia de la Llengua Catalana no van arribar, però, fins al 1880 durant la celebració del Primer Congrés Catalanista.

## Proposta de creació de l'Acadèmia

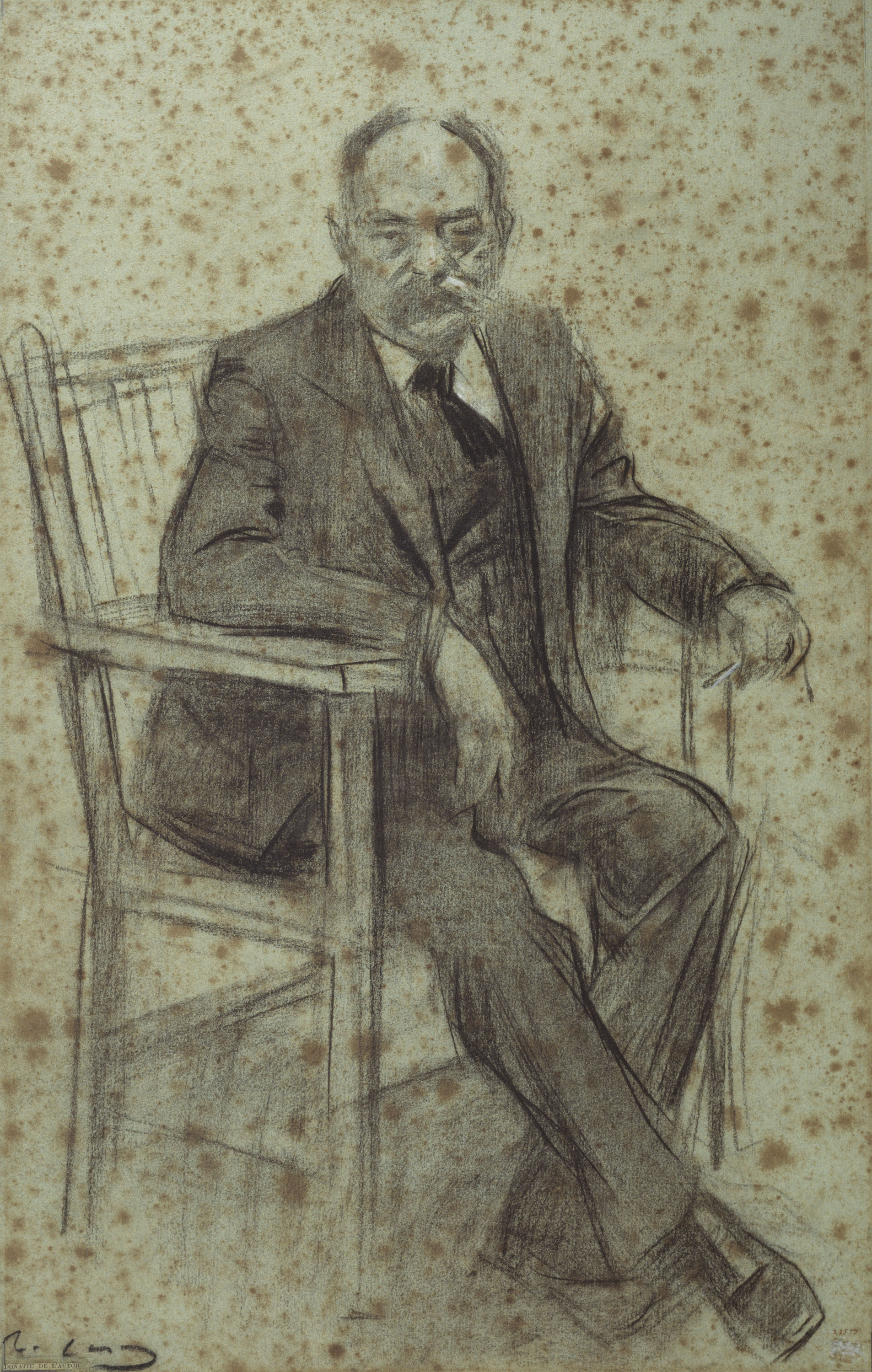
Retrat de Valentí Almirall pel pintor Ramon Casas

Valentí Almirall (Barcelona, 1841-1904) presidí el Primer Congrés Catalanista, convocat a través del Diari Català, fundat i dirigit per ell mateix. Aquest congrés pretenia vertebrar l'ideari catalanista de finals del segle xix a través de la discussió sobre aspectes econòmics, jurídics, educacionals i lingüístics, per tal de reeixir en la recuperació dels signes identitaris de Catalunya.
En els aspectes lingüístics, el diari dirigit per Almirall, havia estat sempre un ferm defensor de la unificació lingüística de la llengua catalana. No és d'estranyar doncs, que a instàncies de Manuel Morrós, la presidència del Congrés acceptés una proposició incidental, per a la creació de l'Acadèmia, que precedís la discussió prevista sobre la base segona del mateix congrés. Morrós digué: 
«[…] ¿Es convenient la formació d'una Academia de la llengua catalana? Cas de que'l Congrés se resolgui per la afirmativa acordará la forma y modo de constituhirlo y organisarlo.»
Aquesta primera proposició va ser aprovada per unanimitat i derivà en un grup d'estudi encapçalat pel mateix Morrós que, per indicació d'Almirall, redactaren una proposta inicial per determinar les bases que havien de regir aquesta institució. La polèmica suscitada arran del sistema d'elecció dels acadèmics i dels mèrits que calia tenir-los en compte, va generar llargues discussions entre els presents, arribant a la fi a una resolució unànime.

## Bases de l'Acadèmia de la Llengua Catalana
A continuació es reprodueixen les bases de l'Acadèmia de la Llengua Catalana aprovades tal com van quedar recollides al diari de sessions del Congrés:
PROPOSICIÓ
Base primera. L'Academia de la llengua catalana ‘s constituhirá ab tots los Mestres en Gay Saber ausents y residents á Barcelona, agregantshi, sino forman lo número que mes avall se dirá, los individuos que compongueren lo primer Consistori del Jochs Florals y si encara no fos bastant, s'anirian trayent per órdre d'antigüetat dels Presidents catalans dels succesius Consistoris, sempre que hajin publicat obras en catalá, y si encara aixis no bastés, los mateixos per votació directa completarán lo número fixat en la Base tercera.
Base segona. Convocats tots los futurs académichs de que especialment se parla en la Base anterior, se reuniran y ’ls que després de la tercera convocatoria no hi assisteixin directa ó indirectament se creurá que renuncian tant honrós cárrech, debentse luego per os que hajin prés possessió completar lo número seguint l'órdre abans establert.
Base tercera. Lo número d'académichs será 25, que s'anomenarán académichs fundadors.
Base quarta. Si ‘ls Mestres en Gay Saber de fora Barcelona no han prés possessió en la tercera convocatoria, quedarán com académichs corresponents, qual número podrán ampliar los académichs al redactar sos estatuts y reglament.
Base quinta. En lo successiu no podrá entrar cap mes académich, que en lo cas de vacant y mediant las solemnitats y condicions que stablirá la mateixa Academia.
Base sexta. Los 25 académichs fundadors, procedirán á organisarse y formarán ab completa independencia sos Estatuts y Reglament interior.
BASE ADICIONAL
Lo Congrés se dirigirá á las Excelentíssimas Diputacions de las quatre provincias catalanas, demanantlas se serveixin acordar una subvenció pera sostenir los gastos de l'Academia.
Barcelona 22 d'octubre de 1880. – Manel Morros Demassur. – Joan Maluquer Viladot. – Eduart Vidal Valenciano. – A. Feliu y Codina.

## Constitució definitiva de l'Acadèmia

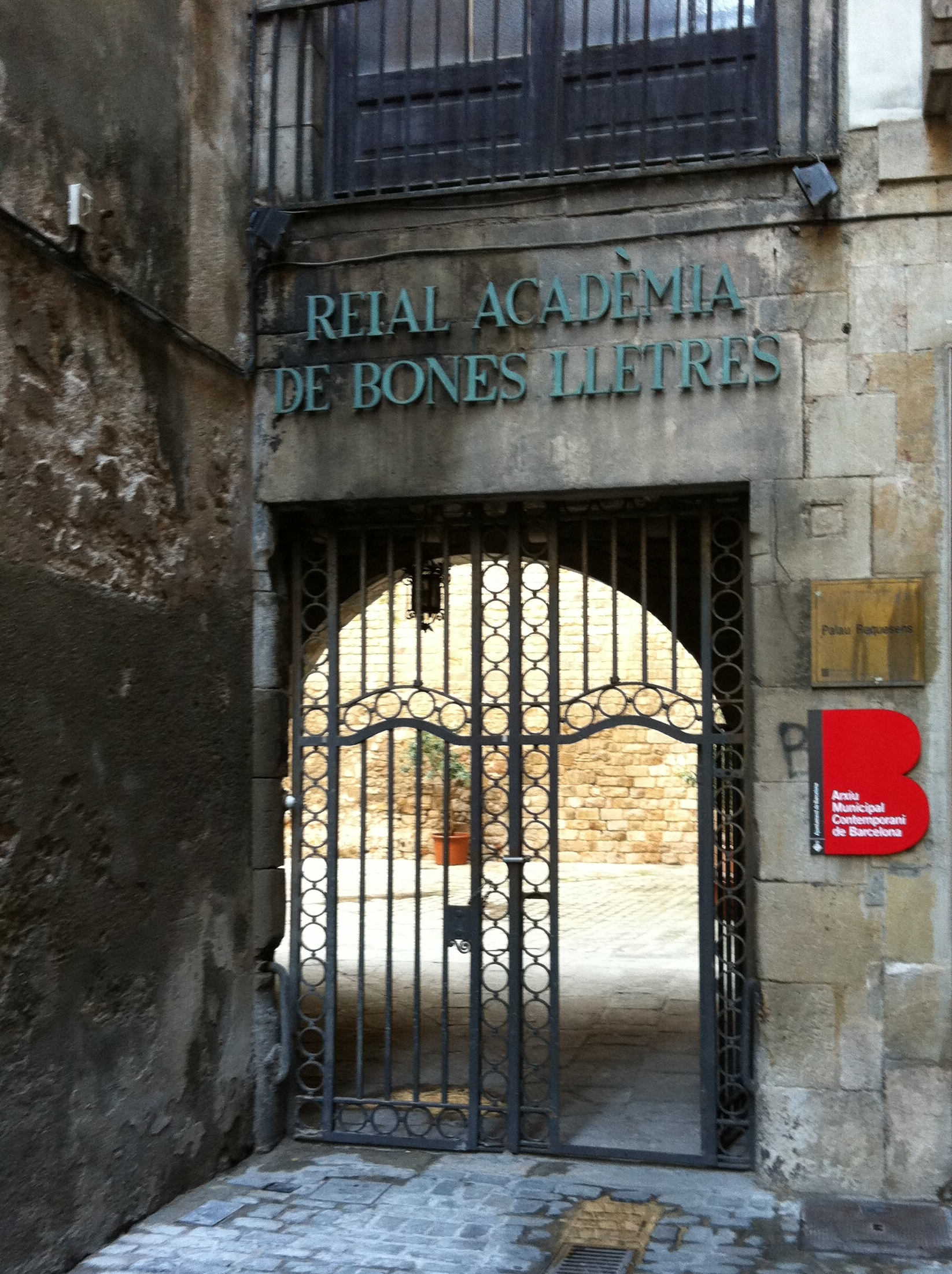
Entrada principal de la Reial Acadèmia de Bones Lletres de Barcelona

Allò que s'aprovà durant el Primer Congrés Catalanista no va ser exactament la constitució de l'Acadèmia sinó la resolució que feia possible la seva creació mitjançant els acords presos, que havien quedat per escrit i en acta, durant les interminables discussions entre els mateixos membres constituents.
Prova d'aquest fet és al diari de sessions del Congrés que recull la següent al·locució que fa Valentí Almirall en potestat de president: 
«[…] Queda aprobada la base addicional; per conseguent queda aprobada la formació de la Academia de la Llengua Catalana. Y com considero, senyors, que això es un fet importantíssim y trascendental per Catalunya, jo desde aquí os demano un aplauso, però nutrit, per la futura Academia de la Llengua Catalana.» 
Finalment, tot i els entrebancs, és de suposar que s'arribà a una solució de compromís que satisfeia totes les parts i això permeté que l'u de gener de 1881 es constituís definitivament l'Acadèmia de les Lletres Catalanes. L'acte fou al Saló de l'Acadèmia de Bones Lletres de Barcelona.
Els càrrecs escollits per representar l'Acadèmia foren: 
Manel Milà i Fontanals, president (Joaquim Rubió i Ors l'ocupà interinament en absència de Milà i Fontanals).
Àngel Guimerà, secretari.
Excusaren la seva assistència J. Verdaguer i F. Soler.

## Una acadèmia sense activitat
El naixement de l'Acadèmia en el si d'un congrés de vindicació política, com va ser el Primer Congrés Catalanista, suscità desconfiances i opinions contràries al seu desenvolupament. La incapacitat per trobar vies de solució a totes aquestes pugnes impossibilità la seva existència efectiva. Així doncs, la seva activitat quedà suspesa des de la primera sessió celebrada el 19 d'octubre de 1881.

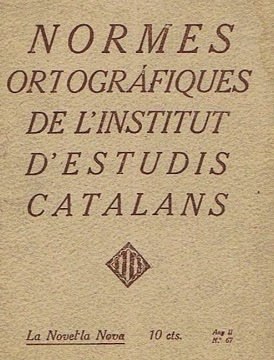
Portada de les Normes ortogràfiques editades per l'Institut d'Estudis Catalans

L'any 1913 l'Institut d'Estudis Catalans publicà les Normes ortogràfiques. El 31 de gener d'aquell mateix any, Enric Prat de la Riba escrivia una proclama des de La Veu de Catalunya, en la qual feia una crida a tots els catalans per tal que adoptessin les Normes Ortogràfiques de manera unitària i com a símbol inequívoc de patriotisme. Malgrat aquest suport institucional, l'oposició a les Normes de l'IEC fou immediata per part dels anomenats «antinormistes». Principalment s'hi oposaren escriptors i gramàtics que defensaven una llengua purament literària fonamentada sobre una tradició secular de la llengua. Alguns dels «antinormistes» més destacats foren: Narcís Oller, Víctor Català, Josep Pin i Soler, Martí Genís i Aguilar, Apel·les Mestres, Jaume Nonell, Ramon Miquel i Planas, Josep Franquesa i Gomis, Ernest Moliné i Brasés, etc. Un dels més combatius fou el president del Consell Directiu dels Jocs Florals, Francesc Matheu el qual va ser molt crític contra Pompeu Fabra i l'Institut en diversos articles escrits a la Il·lustració Catalana rere el pseudònim «Amador». Aquesta activitat la va continuar més tard (1918-1926) a la revista Catalana en la qual «a més de censurar algunes de les reformes de Fabra, hi feia comentaris sarcàstics sobre el lèxic utilitzat pels noucentistes».
Com a resposta a les Normes ortogràfiques de l'IEC, l'Acadèmia de la Llengua Catalana fou ressuscitada l'any 1915 amb la intenció d'editar unes normes ortogràfiques alternatives.
El 1916 es publica l'únic document conegut de l'Acadèmia, les Regles ortogràfiques, «que coneixeran una segona edició al cap d'un any i que l'any 1924 la Reial Acadèmia de Bones Lletres de Barcelona (RABLB) reproduirà gairebé al peu de la lletra amb el títol Ortografia de la lengua catalana». Sembla probable que aquestes regles foren escrites pel mateix Matheu.
La defensa a ultrança d'algunes propostes arcaïtzants, amb una intenció clara de contraposició ad hoc a la normativa fabriana, i un inexistent suport institucional van fer fracassar el seu model ortogràfic i de retruc la mateixa Acadèmia. El 1933 la polèmica va finalitzar quan l'Acadèmia de Bones Lletres i la mateixa Acadèmia de la Llengua Catalana, van renunciar definitivament al seu sistema ortogràfic. Un gest significatiu d'aquesta renúncia es feu evident quan Francesc Matheu oferí, aquell mateix any, la presidència dels Jocs Florals a Pompeu Fabra.